# ヴォーガン

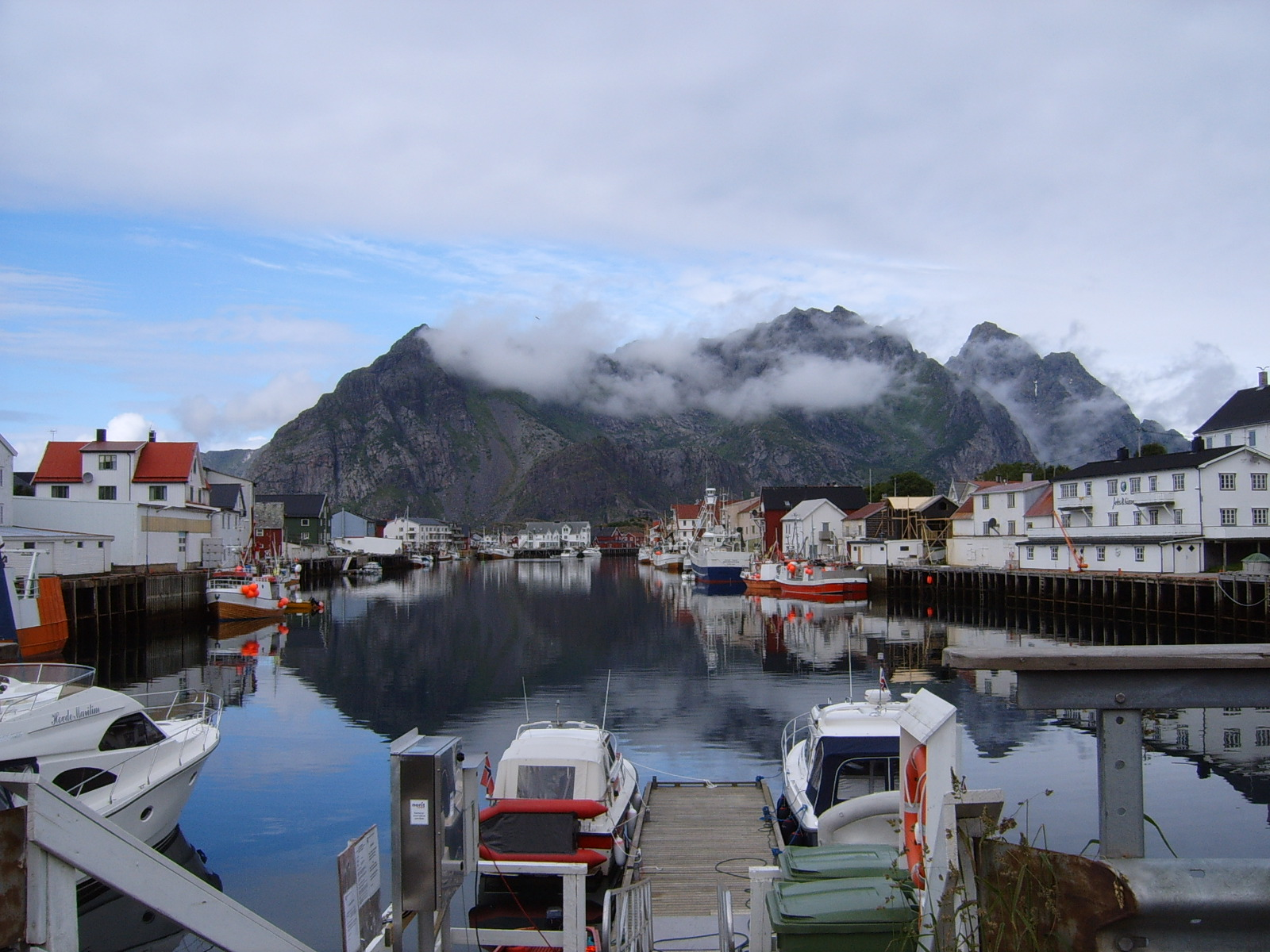
ヘニングスヴェル港

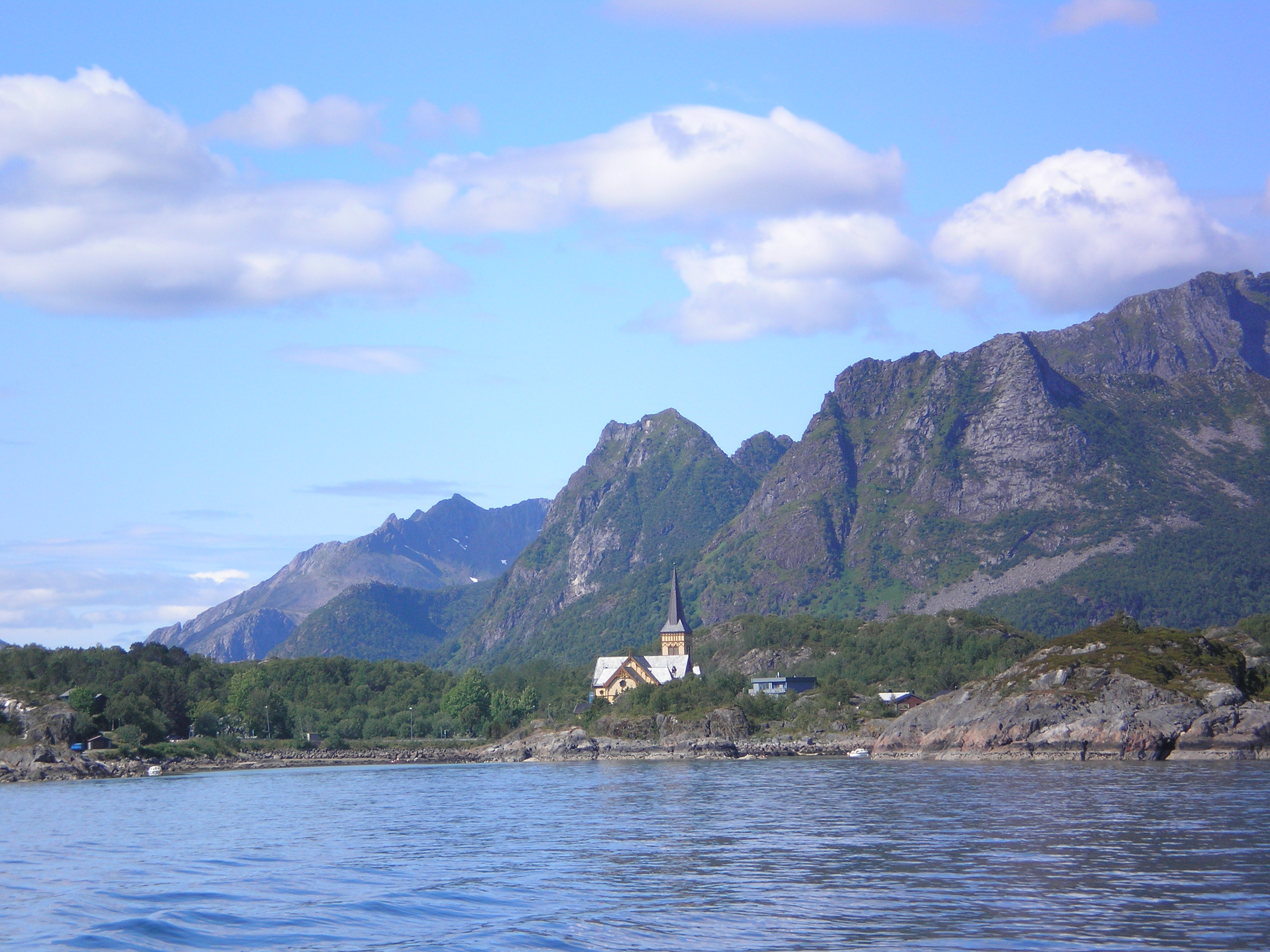
カベルヴォーグ近郊のヴォーガン教会

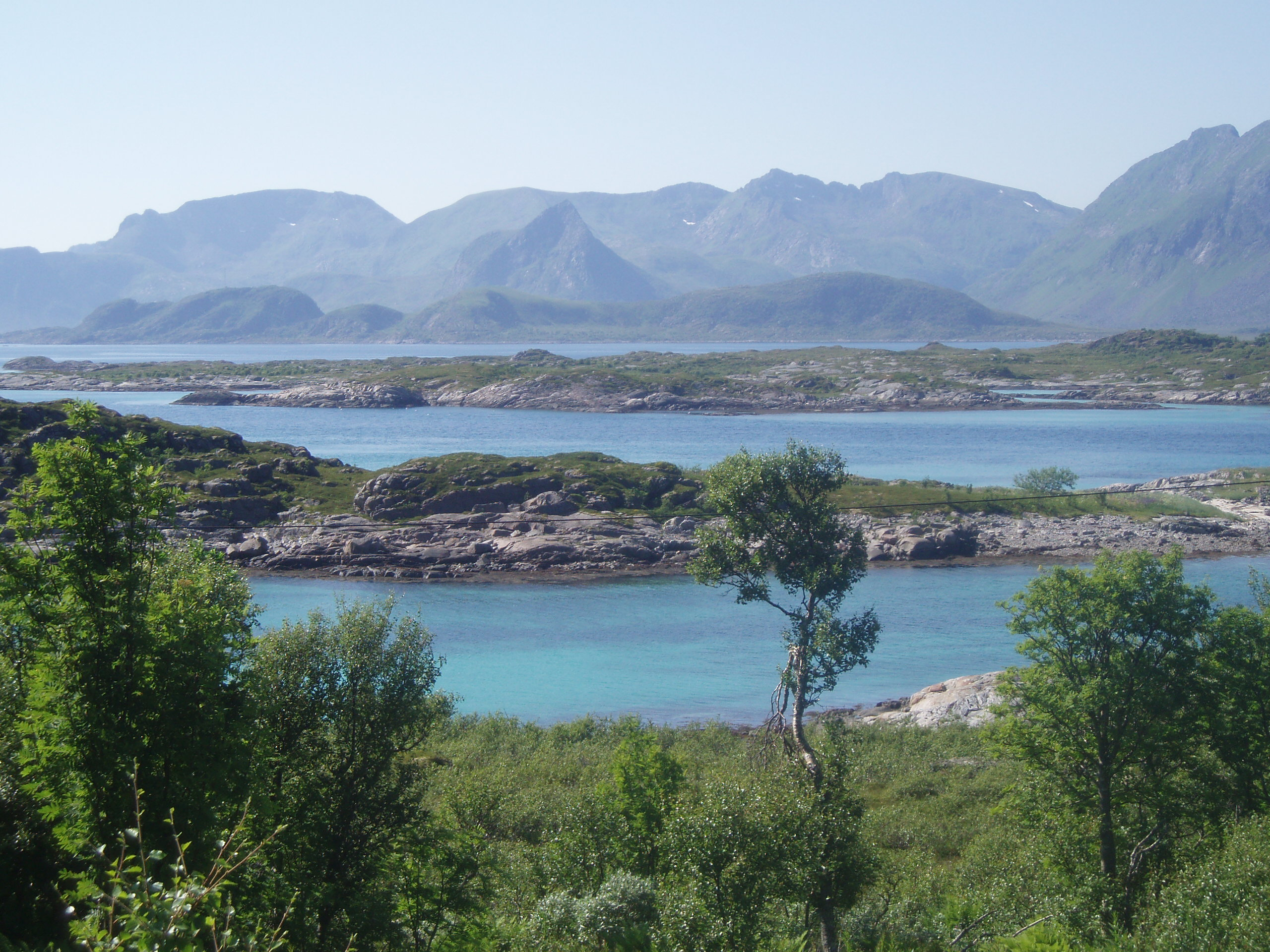
オーストヴォーグ島とギムス島の間に横たわる瀬戸

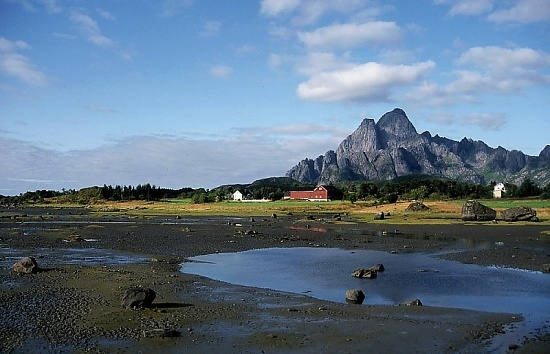
カベルヴォーグから見たヴォーガカレン山

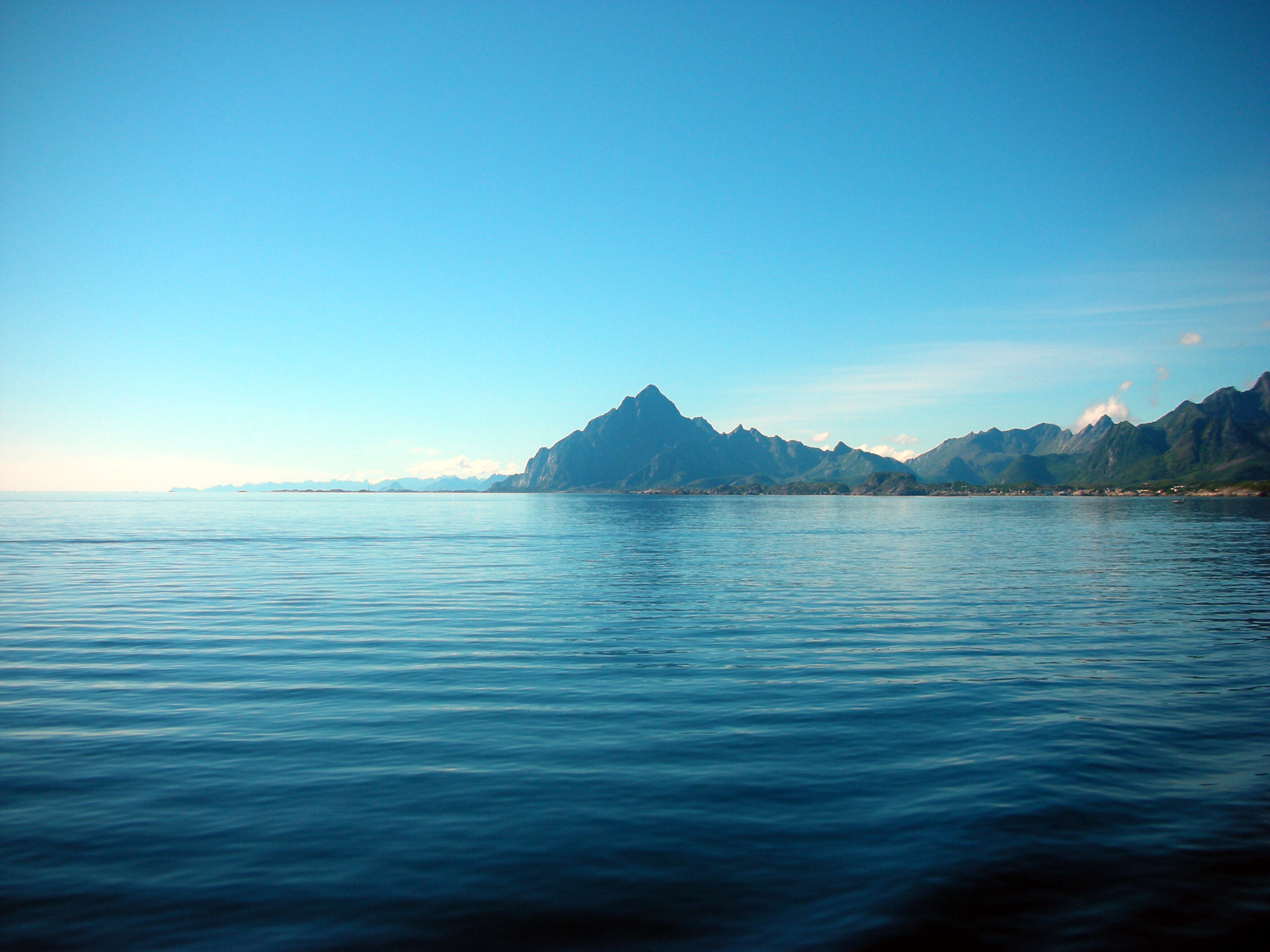
東から見たヴォーガカレン山

ヴォーガン（ノルウェー語: Vågan）は、ノルウェーのヌールラン県にある自治体。ロフォーテン諸島の一部から成る。行政の中心地はスヴォルヴェル町。
1838年1月1日に設立され、1856年にはギムソイ、1919年にはスヴォルヴェル町がそれぞれ分離したが、1964年1月1日に両方とも統合された。

## 基礎情報

### 地名
元々は教区だったこの自治体は、この地に初めて教会が建てられたときからあったヴォーガン農場（古ノルド語名：Vágar）にちなみ名付けられた。また、農場の名は湾という意味のvág（ヴォーグ）の複数形からとられた。

### 紋章
1973年3月30日に国王の認可を得た現在の紋章には、基幹産業である漁業を象徴してタラが描かれている。タラはスヴォルヴェル町の古くからの紋章にも描かれている.。

## 地理
人口のほとんどはオーストヴォーグ島のスヴォルヴェル町、カベルヴォーグ村、ヘニングスヴェル村に集中しているが、このうちカベルヴォーグ村とヘニングスヴェル村は近くの小島も包括している。これらの村落はロフォーテン山地に抱かれ、ヴェストフィヨルドに面している。このほか、ヴォーガンにはギム島、スクロヴァ島、ストーレ・モラ島、リレ・モラ島などの島嶼がある。

## 歴史と経済
12世紀初頭にエイステン王がこの地に釣り小屋を建てて以来、カベルヴォーグ村はロフォーテン諸島最古の漁村として繁栄し、1898年には1200人を収容できるロフォーテン大聖堂が建てられた。ヘニングスヴェル村はいくつかの小島に築かれた漁村。ヴォーガンの中心地であるスヴォルヴェル町には、多くの芸術家のスタジオや画廊がある。ヴォーガンではタラ漁に加え、サケの養殖や観光も盛んに行われている。

## 外部リンク

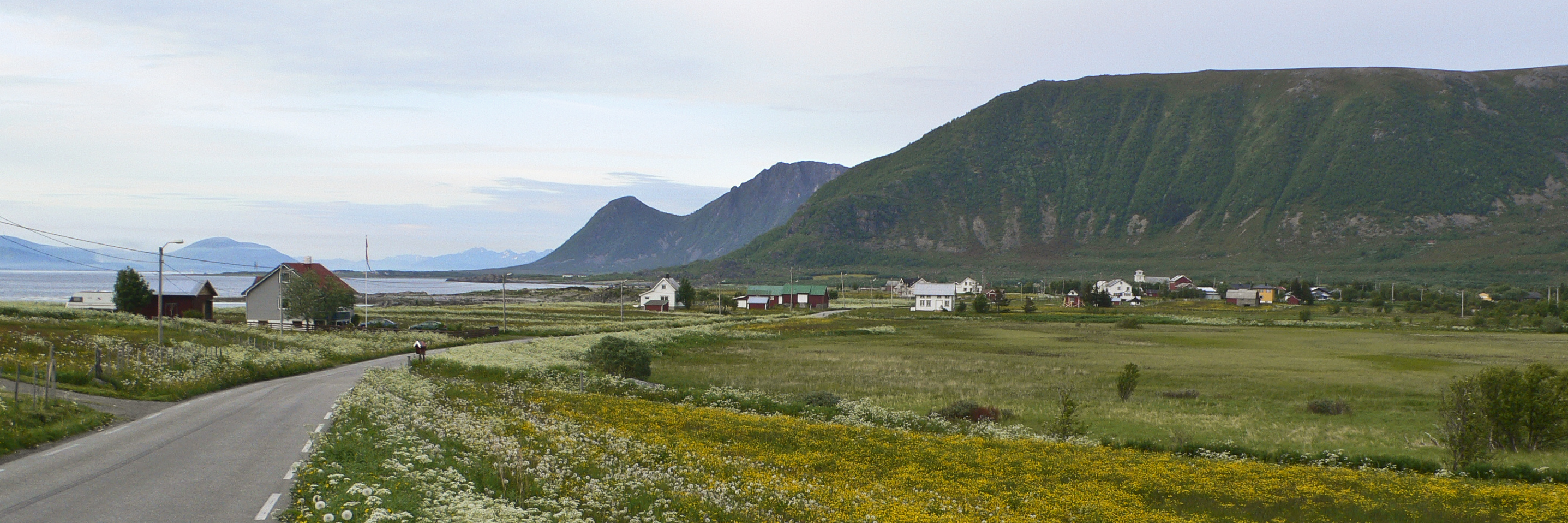
スヴォルヴェル近郊